# Gaza Północna
Gaza Północna (arab. ‏محافظة شمال غزة‎) – muhafaza Palestyny. Leży w północnej części Strefy Gazy. Od południowego zachodu sąsiaduje z Gazą, od północnego zachodu ma dostęp do Morza Śródziemnego, a od wschodu graniczy z Dystryktem Południowym Izraela.
Gaza Północna ma powierzchnię 61 km² i jest przedostatnią pod względem wielkości muhafazą kraju, natomiast jest to druga pod względem gęstości zaludnienia i piąta pod względem liczby ludności muhafaza Palestyny. Według danych Palestyńskiego Centralnego Biura Statystycznego na rok 2007 zamieszkało ją 270 245 osób, co stanowiło 7,2% ludności Państwa Palestyny. Znajdowało się tu wtedy 40 262 gospodarstw domowych. Do 2015 roku liczba ludności wzrosła do 362 772 osób, a gęstość zaludnienia wyniosła 5947 os./km².